# Mikroregion Nova Friburgo

Mikroregion Nova Friburgo

Mikroregion Nova Friburgo – mikroregion w brazylijskim stanie Rio de Janeiro należący do mezoregionu Centro Fluminense. Ma powierzchnię 2.060,7 km²

## Gminy
- Bom Jardim
- Duas Barras
- Nova Friburgo
- Sumidouro